# Plongeon aux Jeux panaméricains de 2019
Navigation
2015
Les compétitions de plongeon  aux Jeux panaméricains de 2019 ont lieu du 1er au 5 août 2019 à Lima, au Pérou.

## Médaillés

### Hommes
| Épreuves                       | Or                                 | Argent                                        | Bronze                                     |
| ------------------------------ | ---------------------------------- | --------------------------------------------- | ------------------------------------------ |
| Tremplin à 1 m                 | Juan Celaya (MEX)                  | Yona Knight-Wisdom (JAM)                      | Andrew Capobianco (USA)                    |
| Tremplin à 3 m                 | Daniel Restrepo (COL)              | Juan Celaya (MEX)                             | Philippe Gagné (CAN)                       |
| Plateforme à 10 m              | Kevin Berlín (MEX)                 | Iván García (MEX)                             | Vincent Riendeau (CAN)                     |
| Tremplin synchronisé à 3 m     | Mexique Yahel Castillo Juan Celaya | Canada Philippe Gagné François Imbeau-Dulac   | États-Unis Michael Hixon Andrew Capobianco |
| Plateforme synchronisée à 10 m | Mexique Iván García Kevin Berlin   | Canada Vincent Riendeau Nathan Zsombor-Murray | Brésil Isaac Filho Kawan Pereira           |

### Femmes
| Épreuves                       | Or                                  | Argent                                    | Bronze                                   |
| ------------------------------ | ----------------------------------- | ----------------------------------------- | ---------------------------------------- |
| Tremplin à 1 m                 | Sarah Bacon (USA)                   | Brooke Schultz (USA)                      | Paola Espinosa (MEX)                     |
| Tremplin à 3 m                 | Jennifer Abel (CAN)                 | Dolores Hernández (MEX)                   | Brooke Schultz (USA)                     |
| Plateforme à 10 m              | Meaghan Benfeito (CAN)              | Caeli McKay (CAN)                         | Alejandra Orozco (MEX)                   |
| Tremplin synchronisé à 3 m     | Canada Jennifer Abel Pamela Ware    | États-Unis Brooke Schultz Sarah Bacon     | Mexique Paola Espinosa Dolores Hernández |
| Plateforme synchronisée à 10 m | Canada Meaghan Benfeito Caeli McKay | Mexique Alejandra Orozco Gabriela Agúndez | États-Unis Amy Cozad Delaney Schnell     |

## Tableau des médailles
| Rang  | Nation     | Or | Argent | Bronze | Total |
| ----- | ---------- | -- | ------ | ------ | ----- |
| 1     | Mexique    | 4  | 4      | 3      | 11    |
| 2     | Canada     | 4  | 3      | 2      | 9     |
| 3     | États-Unis | 1  | 2      | 4      | 7     |
| 4     | Colombie   | 1  | 0      | 0      | 1     |
| 5     | Jamaïque   | 0  | 1      | 0      | 1     |
| 6     | Brésil     | 0  | 0      | 1      | 1     |
| Total | Total      | 10 | 10     | 10     | 30    |